# Merényi Zsuzsa
Merényi Zsuzsa (születési neve: Schuller Zsuzsa; további névváltozatai: Merényi L. Zsuzsa; L. Merényi Zsuzsa; Lőrinc Györgyné) (Barmen, 1925. június 24. – Budapest, 1990. augusztus 15.) balett-táncosnő, balettmester, szakíró, érdemes művész (1990). 

## Életpályája
1934–1935 között Szentpál Olga művészképzőjében tanulta a táncművészetet. 1945-ben lett a Szegedi Nemzeti Színház magántáncosnője. 1949–1952 között állami ösztöndíjjal a leningrádi Rimszkij-Korszakov Zeneművészeti Főiskola balettművész tagozatán A. Vaganovánál képezte tovább magát. 1952–1957 között a Színház- és Filmművészeti Főiskola docense volt, majd a koreográfus-pedagógus szak tagozatvezető tanára lett. 1952-től az Állami Balettintézet tanára, 1954-től évfolyamvezető balettmestere volt. 1971–1987 között a balettpedagógusképző tanszak vezetője, főiskolai tanár volt.

### Munkássága
Munkássága a balettmetodika területén volt kimelkedő. Fontosak Szentpál Olga életművével kapcsolatos kutatásai. A televízióban előadássorozatban ismertette a magyar tánctörténetet (1989). Tanított a Népművészeti Intézetben is. Szakpedagógusi pályáján több híres előadóművészt és balettmestert képzett ki. Kritikái, történet- és módszertani esszéi a Muzsika, a Táncművészet és a Tánctudományi Tanulmányok folyóirat évfolyamaiban jelentek meg.

## Családja
Férje, Lőrincz György (1917–1996) balett-táncos, tanár balettigazgató volt. Lánya, Lőrinc Katalin (1957–) táncművész, koreográfus.

## Könyvei
- Kis könyv a táncról (társszerzőkkel, Budapest, 1961)
- Balettszínpad és balettiskola (Tánctudományi Tanulmányok; 1963-1964)
- Methodik des klassischen Tanzes (társszerző, Berlin, 1964, 1975-1976)
- Táncművészeti ismeretterjesztés a TIT keretében (Táncművészeti Értesítő; 1964)
- Olga Lepesinszkaja tanítási módszeréről (Táncművészeti Értesítő, 1965)
- A tánc művészi fejlődésének törvényszerűségéről. Hozzászólás Vitányi Iván cikkéhez (Táncművészeti Értesítő, 1966)
- Tapasztalatok az Állami Balett Intézet felvételi vizsgáin (Táncművészeti Értesítő, 1966)
- A szovjet balettpedagógia hatása a magyar táncművészképzésre (Tánctudományi Tanulmányok, 1967-1968)
- A balettórák zenekíséretéről (Táncművészeti Értesítő; 1969)
- Az V. Nemzetközi Balettverseny Várnában (Táncművészeti Értesítő, 1970)
- Vajnonen balettmester (Táncművészeti Értesítő, 1971)
- Javaslattervezet a főiskolai pedagógus tanszak felállítására az Állami Balett Intézetben (Táncművészeti Értesítő, 1972)
- Gondolatok a balettoktatás időszerű feladatairól (Táncművészeti Értesítő, 1973)
- Koppenhágai jegyzetek (Táncművészeti Értesítő, 1975)
- A táncos útja (Táncművészeti Értesítő, 1975)
- Koppenhágai jegyzetek II (Táncművészeti Értesítő, 1976)
- Két vizsgaelőadás a Szovjetunióban (Táncművészet, 1978)
- Szentpál Olgára emlékezünk (Táncművészet, 1978)
- Földanya gyermekei (Táncművészet, 1978)
- Szentpál Olga munkássága. Halálának 10. évfordulója alkalmából (Tánctudományi Tanulmányok, 1978-1979)
- Nádasi mester kombinációiból (Táncművészeti Dokumentumok, 1979)
- A klasszikus balett módszertana (Budapest, 1985)
- Beszélgetés Mirkovszky Máriával (Táncművészeti Dokumentumok, 1986)
- Egy kinetográfiai leletről (Tánctudományi Tanulmányok, 1986-1987)
- A kombináció készítés módszertana (Budapest, 1987)
- Szabad tánc irányzatok (A színpadi tánc története Magyarországon című kötetben, Budapest, 1989)
- Egy balettpedagógus naplótöredékei (Tánctudományi Tanulmányok, 1990-1991)
- Gondolatok növendékeink kultúrtörténeti oktatásáról (Tánctudományi Tanulmányok, 1990-1991)

## Díjai
- Szocialista Kultúráért díj (1961)
- Munka Érdemrend arany fokozata (1981)
- Érdemes Művész (1990)
- Életműdíj a Magyar Táncművészetért (posztumusz, 2012)